# Gransherads kommun
Gransherads kommun (norska: Gransherad kommune) var en kommun i Telemark fylke i södra Norge. Byn Gransherad utgjorde kommunens centralort.

## Administrativ historik
Gransherads kommun upprättades 1860 genom utbrytning av Gransherads socken (med 1 310 invånare) ur Hjartdals kommun samt Hovins socken (med 815 invånare) ur Tinns kommun. Kommunen omfattade då den norra delen av nuvarande Notoddens kommun, den sydöstra delen av nuvarande Tinns kommun samt den nordvästra delen av nuvarande Kongsbergs kommun (Øvre Jondalen) och hade totalt 2 125 invånare vid upprättandet.
Den 1 januari 1886 bröts Hovins kommun ut ur kommunen som då minskade från 2 278 invånare före delningen till 1 393 invånare efter. Den återstående delen omfattade ett område i den norra delen av nuvarande Notoddens kommun samt den nordvästra delen av nuvarande Kongsbergs kommun (Øvre Jondalen).
Den 1 januari 1964 upplöstes kommunen och delades. Huvuddelen (med 1 115 invånare) fördes, tillsammans med Heddals kommun och en del av Hovins kommun, till Notoddens kommun medan Øvre Jondalen (med 132 invånare) fördes, tillsammans med kommunerna Ytre Sandsvær och Øvre Sandsvær och en del av Flesbergs kommun, till Kongsbergs kommun i Buskerud fylke. Kommunen hade vid delningen totalt 1 247 invånare.